# Legendary Wings
Legendary Wings  es un videojuego de fantasía de tipo Matamarcianos lanzado por Capcom, originalmente como arcade, en 1986. El juego se desarrolla en un paisaje de la mitología griega y consiste en tomar el control de un joven soldado equipado con alas mágicas que debe salvar al mundo de una supercomputadora extraterrestre. Una versión casera para la Nintendo Entertainment System fue lanzada exclusivamente en América del Norte en 1988. La versión original arcade se incluye en Capcom Classics Collection: Volume 1, para PlayStation 2 y Xbox, y en Capcom Classics Collection: Remixed, para PlayStation Portable. 

## Trama
Legendary Wings está ambientado en un futuro lejano, donde una supercomputadora extraterrestre llamada "Dark", que ha estado ayudando a la civilización humana a alcanzar un nuevo estado de la iluminación desde la antigüedad, de repente se ha rebelado contra la humanidad. Dos jóvenes guerreros reciben las alas del amor y el valor del dios de la guerra Ares con el fin de destruir al lado oscuro y asegurar la supervivencia de la humanidad.  

## Jugabilidad
La versión arcade de Legendary Wings puede ser jugada hasta por dos jugadores al mismo tiempo, con un segundo jugador que puede unirse al juego en cualquier momento, o incluso continuar después de un game over. Los controles del juego consisten en una palanca de control de ocho direcciones y dos botones que cambian dependiendo del contexto. El juego consta de cinco áreas con dos estilos de juego diferentes: el primer segmento en cada etapa es un segmento con scroll vertical y perspectiva cenital, en el reproductor el jugador vuela a través del cielo, disparando a enemigos en el aire con su arma mientras lanza bombas a los enemigos en tierra, con el fin de llegar al palacio al final del segmento. Cuando el jugador derrota al guardián y logra la entrada al palacio, el juego cambia a una perspectiva de desplazamiento lateral, en el que el jugador se mueve hacia su objetivo a pie (también se desplaza en cuclillas, sube escaleras y salta) hasta alcanzar al enemigo al final, momento en que el personaje del jugador comenzará a volar con sus alas de nuevo. Además de los niveles normales, hay dos niveles opcionales que son accesibles desde el segmento vertical de desplazamiento: un nivel de trampa del que el jugador se verá forzado a escapar si es succionado por la cara mecánica gigante de cada área, y un nivel de bonus oculto donde el jugador puede obtener varios cofres del tesoro para aumentar su puntuación.
El jugador puede mejorar su pistola al destruir ciertos enemigos o cápsulas de armas, recogiendo el ítem "P" que liberan. El jugador puede potenciar su personaje hasta cinco niveles: el primero aumentará la velocidad del jugador, el segundo cambiará su arma a un tirador doble y aumentará aún más su velocidad; el tercero permite continuos ataques de tierra, el cuarto mejora la pistola del jugador para que dispare en tres direcciones, y el quinto y último mejora el arma a la pistola "Psycho Flame" (psico-llama), que puede destruir la mayoría de los enemigos con un solo disparo. Cuando el jugador recibe un disparo de un enemigo, se pierde una vida y se vuelve a tener el nivel de potencia inicial.

## Arcade
El juego original fue lanzado en tres versiones diferentes: una versión japonesa (titulada Ares no Tsubasa) y dos versiones en el extranjero. El lanzamiento en Japón cuenta con dos personajes diferentes: "Michel Heart", una joven mujer en un bikini rosado, y Kevin Walker, un joven en calzoncillos azules. La primera versión de las dos versiones occidentales remplaza ambos personajes por dos héroes masculinos sin nombre, uno con calzones rojos y el otro con calzones azules, que además llevan alas doradas en vez de las alas blancas de la versión japonesa. La segunda versión recupera los personajes originales, pero cambia el color del bikini de Michel de rosa a verde.

## Nintendo Entertainment System
La versión de NES de Legendary Wings cuenta con varias diferencias significativas respecto a su homólogo arcade. Si bien la premisa básica y la fórmula siguen siendo básicamente las mismas, se hicieron varios cambios en la jugabilidad, especialmente en el funcionamiento de los power-ups. Como en el arcade, el jugador puede incrementar su potencia de fuego recogiendo los iconos "P" ocultos en ciertos contenedores. Sin embargo, el jugador puede mejorar la potencia de fuego de su personaje a cuatro niveles: Comenzando con el arma normal, el jugador puede mejorar a un doble láser, un haz de penetración, y un tiro de tres llamas. El cuarto, convierte el personaje en un Firebird (pájaro de fuego), que puede hacer anchos disparos cuatro veces más potentes que el arma por defecto. Si el jugador recibe un disparo durante uno de estos niveles, simplemente el jugador regresará a su nivel de potencia anterior, en cambio si el jugador está en modo Firebird, puede recibir hasta dos impactos directos de los enemigos antes de bajar un nivel de potencia. Para continuar tras un game over, el jugador debe obtener ítems de corazón ocultos dentro de las fases de bonus del juego que le permiten acumular continuaciones (hasta nueve).

## Apariciones en otros juegos
Michelle Heart hace aparición en el juego original de Marvel vs Capcom como uno de los varios personajes de apoyo que ayudan a los combatientes principales en la pelea. También aparece como carta en la serie Card Fighters de SNK. En Namco × Capcom, el personaje de Sylphie (la tendera de Forgotten Worlds) se viste de Michelle Heart cuando realiza uno de sus ataques especiales.